# Пер, Давид
Давид Пер (словен. David Per; род. 13 февраля 1995, Доленье-Кроново,   Словения) — словенский профессиональный шоссейный велогонщик, выступающий c 2019 года за команду «Adria Mobil».

## Достижения
2012
- 1-й  - Чемпион Словении по шоссейному велоспорту среди юниоров в индивидуальной гонке с раздельным стартом

2013
- 1-й  - Чемпион Словении по шоссейному велоспорту среди юниоров в индивидуальной гонке с раздельным стартом
- 1-й  на Oberösterreich Juniorenrundfahrt - ГК
  - 1-й на этапе 2
- 2-й  на Туре Истрии - ГК
  - 1-й на этапе 1
- 6-й  на Трофей Карлсберга (юниоры) - ГК
- 9-й  на Trofeo Guido Dorigo

2014
- 1-й  - Чемпион Словении по шоссейному велоспорту в возрасте до 23 лет в индивидуальной гонке с раздельным стартом
- 5-й  на Tour of Al Zubarah - ГК
  - 1-й  - МК

2015
- 1-й  - Чемпион Словении по шоссейному велоспорту в возрасте до 23 лет в индивидуальной гонке с раздельным стартом

2016
- 1-й  на Ronde van Vlaanderen (U23)
- 2-й  на Гран-при Лагуна
- 4-й  на Kattekoers (Ghent–Wevelgem) (U23)
- 4-й  на GP Adria Mobil

| ГК | Генеральная классификация |
| МК | Молодёжная классификация  |